# Yokogawa
Yokogawa is een Japans bedrijf dat apparaten produceert voor de procesindustrie, waaronder energie-opwekking, offshore, aardolie- en aardgaswinning, (petro-)chemische industrie, farmaceutische- en voedingsmiddelenindustrie. Het bedrijf heeft tegenwoordig (2015) meer dan 19.000 medewerkers en is actief in 40 landen. In totaal bezit het bedrijf 19 fabrieken en 85 vestigingen.
Het Europese hoofdkantoor van Yokogawa is sinds 1974 gevestigd te Amersfoort. In dezelfde plaats vindt men ook het verkoopkantoor voor Nederland.

## Geschiedenis
Het bedrijf werd in 1915 opgericht op initiatief van Tamisuke Yokogawa. Deze ondernemer en architect zag in Europa de toenemende elektrificatie en vermoedde dat er in Japan eveneens behoefte aan kilowattuurmeters zou ontstaan. In de werkplaats in Shibuya werd aan dit product gewerkt en in 1917 verscheen het op de markt. In 1921 verkocht men al meer producten, zoals de brug van Wheatstone, galvanometers, fluxmeters en dergelijke. In 1924 kwam ook de eerste draagbare oscillograaf op de markt. In 1920 werd de naam van het bedrijf: Yokogawa Electric Works ltd.
In 1926 telde het bedrijf reeds 255 werknemers en in 1930 werd een tweede fabriek in Kichijoji geopend. Nieuwe meetinstrumenten, en ook oscilloscopen, werden ontwikkeld. Daarnaast kwamen ook andere instrumenten, zoals flowmeters en dergelijke op de markt, en vanaf 1932 werd industriële meet- en regelapparatuur vervaardigd, waaronder sensoren voor tal van grootheden. Ook voor de vliegtuigbouw werden instrumenten ontwikkeld.
Na de Tweede Wereldoorlog werd het bedrijf opnieuw opgestart. Gedurende de jaren '50 van de 20e eeuw begon het bedrijf internationale activiteiten te ontplooien. Er werden samenwerkingsverbanden aangegaan met Amerikaanse bedrijven, waaronder Foxboro. In 1957 kwam de eerste buitenlandse vestiging tot stand, en wel in New York.
In 1966 werd een gaschromatograaf op de markt gebracht. In 1973 werd een vestiging in Brazilië geopend, gevolgd in 1974 door vestigingen in Europa en Singapore, alwaar een fabriek werd opgericht. In 1980 kwam een fabriek in Georgia in productie. In 1983 fuseerde Yokogawa met het eveneens Japanse Hokushin Electric Works, en zo ontstond Yokogawa Hokushin Electric. In 1986 werd deze naam op haar beurt omgezet in Yokogawa Electric Corporation. In 1985 kwam, onder de naam Xiyi Yokogawa Co., een vestiging in China tot stand.
Opnieuw werden ontwikkelings- en trainingscentra opgezet in Singapore en Europa, en in 1990 kwam in Bahrein een vestiging tot stand die het Midden-Oosten ging bedienen. Ook werd toen een belang genomen in de Duitse flowmeterfabrikant Rota. In 1991 werd te Kofu een technisch centrum geopend.
In 2002 werd Ando Electric overgenomen, dat gespecialiseerd was in meetinstrumenten voor de telecommunicatie.

## Locaties
- Musashino, Tokio (Wereldwijd hoofdkantoor en Oost-Aziatisch regionaal kantoor)
- Amersfoort, Nederland (Europees regionaal kantoor)
- Bahrein (Midden-Oosten en Afrika regionaal kantoor)
- Bangalore, India (Zuid-Aziatisch regionaal kantoor)
- Moskou, Rusland (CIS landen regionaal kantoor)
- Sugar Land, Verenigde Staten (Noord- en Centraal-Amerikaans regionaal kantoor)
- Singapore (Zuidoost-Aziatisch, Oceanisch, en Taiwanees regionaal kantoor)
- Sao Paulo, Brazilië (Zuid-Amerikaans regionaal kantoor)